# Neithotep
Neithotep je bila kraljica Starega Egipta, ki je vladala na začetku Prve dinastije. Zanjo se je sprva domnevalo, da je moški. Domneva je temeljila na njeni izredno veliki mastabi,  kraljevskem sereku  in številnih pečatih z njenim imenom.
Razvoj razumevanja staroegipčanskih besedil je pripeljal do spoznanja, da ne gra ze kralja ampak kraljico. Kasneje se je ugotovilo, da je bila soproga prvega egipčanskega kralja Narmerja in mati njegovega Hor-Aha. Nedavne raziskave kažejo, da bi lahko bila Hor-Ahova soproga in mati in sovladarka njegovega naslednika Djerja. Arheološke najdbe kažejo tudi to, da bi lahko vladala kot samostojna kraljica. Če je to res, je bila prva monarhinja v človeški zgodovini.

## Identiteta

### Ime
Neithotepino ime je povezano z Neit, boginjo vojne in lova. V Prvi dinastiji je bilo v navadi,  da so kraljice, na primer Merneit, in princese, na primer  Aha-Neit, Her-Neit, Nakt-Neit in Ka-Neit, imele imena, povezana s to boginjo.

### Nazivi
Kot kraljica je imela Neithotep več elitnih in pobožnih vladarskih nazivov,  med njimi:
- Navidnejša dama   (egipčansko Khenty wat)
- Soproga Dveh gospa  (egipčansko Semat Nebty)

Neithotep je imela verjetno še več drugih (še neodkritih) nazivov. V času njene vladavine številni nazivi kraljev in kraljic še niso bili uvedeni. V tem obdobju tudi hieroglifi še niso bili dovolj razviti, da bi lahko izrazili nekatere nazive.  Mogoče je tudi, da so na kraljice gledali drugače kot na kralje.

### Dokazi
Netihotepino ime so odkrili na glinastih pečatih, slonokoščenih etiketah in kamnitih skledah v  Helvanu, Abidu in Nakadi. Večina predmetov izvira s pokopaliških kompleksov in grobnic Ahe in Djerja. Na več pečatih je njeno ime napisano v dvojnem sereku.  Sredi združenih serekov je božanski Neitin prapor. Na enem od pečatov se njeno ime bere Hetepjw.